# Challenger-Expedition

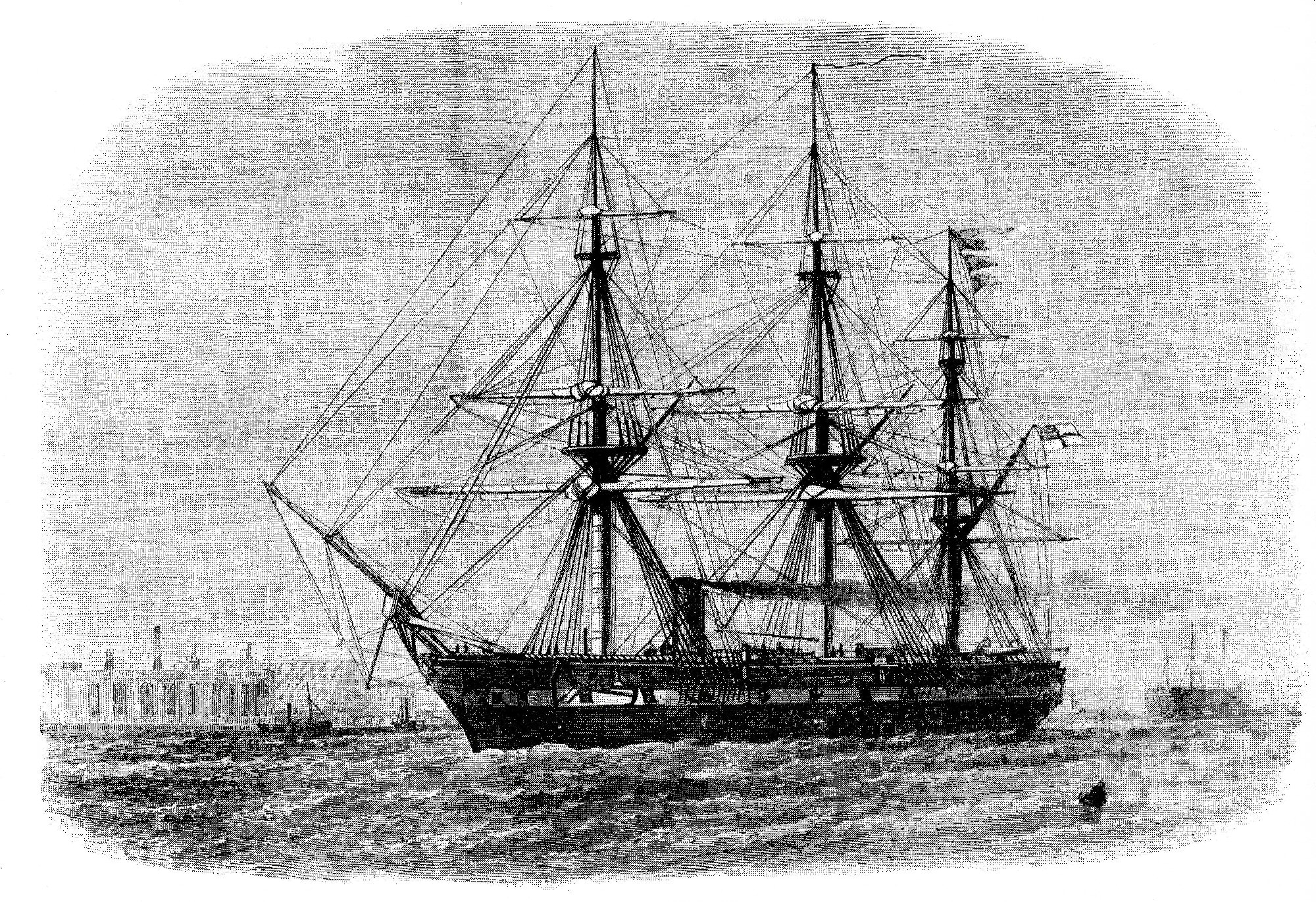
HMS Challenger

Die Challenger-Expedition (1872–1876) war eine britische Forschungsreise, die wichtige Aufschlüsse über die geologische und zoologische Beschaffenheit des Ozeanbodens brachte. Sie war die erste globale Seeexpedition, die nur zu einem reinen Forschungszweck konzipiert worden war.
Insgesamt legte das Expeditionsschiff Challenger eine Strecke von circa 130.000 Kilometern (70.000 nautischen Seemeilen) zurück und durchzog damit fast das gesamte Weltmeer.
Die Challenger-Expedition gilt dadurch als Grundstein für die moderne Ozeanologie (Meereskunde). Wichtige Forschungspunkte waren die Bahamas, die Marion-Inseln im südlichen Eismeer, Neuseeland und die Aucklandinseln und das damals noch unerforschte Neuguinea.
Die Ergebnisse wurden in 50 Ereignisbänden (29.000 Seiten, 3000 Tabellen und Diagramme) in 20 Jahren Auswertung zusammengestellt.

## Vorgeschichte
Vor der Challenger-Expedition stand das Wissen über die tieferen Meeresregionen am Anfang. Lediglich das flache Schelfmeer war bereits erforscht. Über die Tiefsee rankten sich hingegen nur Mythen und Spekulationen. Erst die US-amerikanische Hassler-Expedition oder die deutsche Nordsee-Expedition Pommerania brachte erste Aufschlüsse über die tieferen Ozeanregionen.
Die ersten kommerziell interessanten Erkundungen stammten von der submarinen Telegrafie-Industrie, die mehr über die Bodenbeschaffenheit ihrer Verbindungslinien durch die Tiefsee erfahren wollte. Dem folgten zahlreiche wissenschaftlich motivierte Forschungsreisen. Die Challenger-Expedition wurde die bedeutendste dieser Großexpeditionen.

## Vorbereitungen

### Erwartungen an die Expedition
Die Aufgabenstellungen an die Challenger-Expedition waren konkret vorgegeben. Im Mittelpunkt standen die physikalischen Untersuchungen der Tiefsee in den großen Ozeanbecken in Hinblick auf Temperatur, Tiefe und Strömungen. Dazu kamen chemische Untersuchungen des Meerwassers in verschiedenen Meeres- und Tiefenregionen. Das dritte Forschungsziel war die Erkundung der biologischen Lebewesen auf und im Meeresboden. Neben Messungen auf See sollten zudem Erkundungen und Studien der biologischen Besonderheiten der angelaufenen Inseln und Festländer durchgeführt werden.

### Teilnehmer an der Expedition

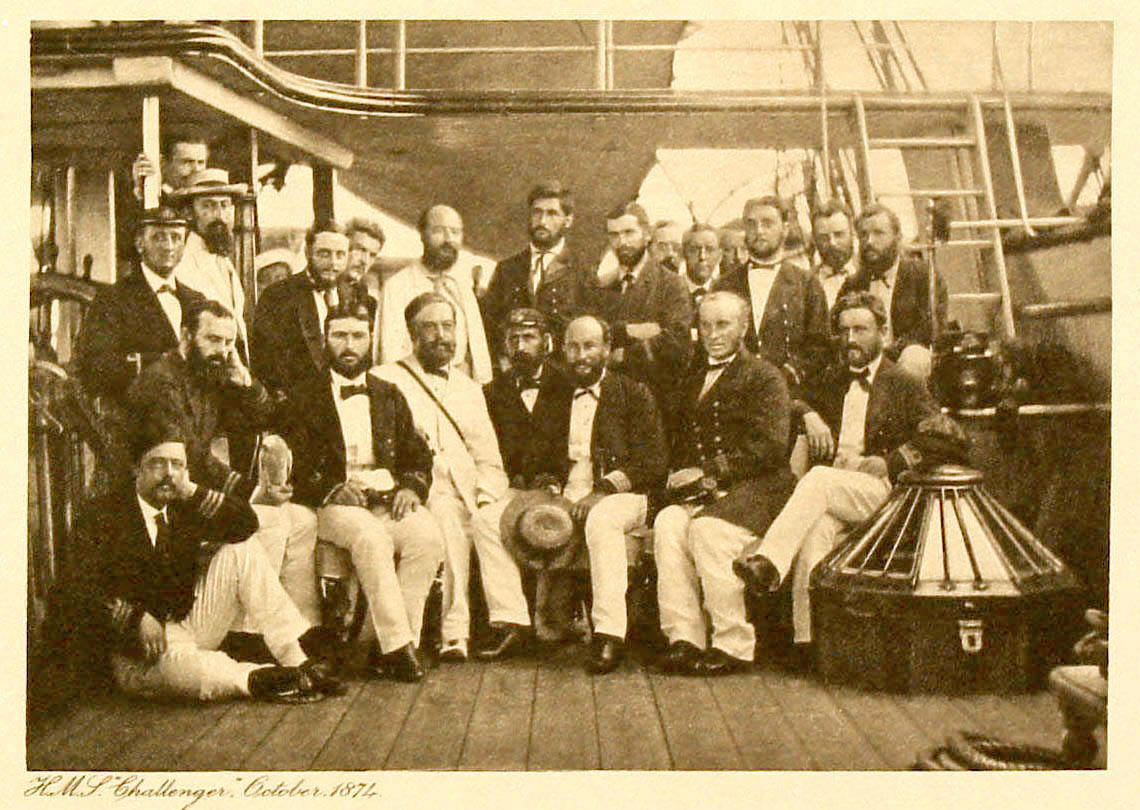
Besatzung der HMS Challenger

Insgesamt nahmen planmäßig 29 Mitglieder an der Expedition teil, von denen einige durch vorzeitiges Abreisen oder einen plötzlichen Tod ausschieden. Vize-Leutnant Henry Charles Sloggett wurde durch Henry Cuthbert Eagles Harston ab dem Etappenziel Halifax (Nova Scotia) ersetzt.
Außerdem schlossen sich Kapitän George Nares und Leutnant Pelham Aldrich im Dezember 1874 einer britischen Arktisexpedition an und schieden so aus der Studie aus. Ersetzt wurden sie durch Frank Tourle Thomson (Kapitän) und William Benjamin Carpenter (Leutnant). Während der Reise nach Tahiti starb der Biologe Rudolf von Willemoes-Suhm an einer Infektionskrankheit.
Die Challenger-Expedition war zu ihrer Zeit die (nach der Zweiten Deutschen Nordpolar-Expedition) mit den meisten Naturwissenschaftlern und Gelehrten besetzte Expedition.
| Name                         | Position                 | Besonderheiten                                        |
| ---------------------------- | ------------------------ | ----------------------------------------------------- |
| George Nares                 | Kapitän                  | Verließ Dezember 1874 (Hongkong) die Expedition.      |
| Frank Tourle Thomson         | Kapitän                  | Übernahm im Dezember 1874 Aufgabe von George Nares    |
| Charles Wyville Thomson      | Direktor der Mitarbeiter |                                                       |
| Henry Nottidge Moseley       | Naturwissenschaftler     |                                                       |
| John Murray                  | Naturwissenschaftler     |                                                       |
| Rudolf von Willemoes-Suhm    | Naturwissenschaftler     | Starb in Tahiti 1875                                  |
| John Young Buchanan          | Chemiker und Physiker    |                                                       |
| John James Wild              | Sekretär und Zeichner    |                                                       |
| John Fiot Lee Pearse Maclear | Kommandant               |                                                       |
| Pelham Aldrich               | Leutnant                 | Stieg im Dezember 1874 (Hongkong) aus Expedition aus. |
| Arthur C. B. Bromley         | Leutnant                 |                                                       |
| George R. Bethell            | Leutnant                 |                                                       |
| Thomas Henry Tizard          | Navigation Leutnant      |                                                       |
| R. R. A. Richards            | Bezahlmeister            |                                                       |
| Alexander Crosbie            | Personarzt               |                                                       |
| George Maclean               | Arzt                     |                                                       |
| James Ferguson               | Hauptingenieur           |                                                       |

## Reisedauer
Die Reise dauerte vom 21. Dezember 1872 bis zum 24. Mai 1876. Der Name der Expedition richtet sich nach der Korvette Challenger unter dem Kommando von Kapitän Sir George Nares (der im Laufe der Expedition jedoch aufgrund seiner Polarerfahrung zurückbeordert und mit einer anderen Aufgabe, einer Expedition zum Nordpol, betraut wurde) und dem wissenschaftlichen Leiter Sir Charles Wyville Thomson. Neben zahlreichen Offizieren befanden sich auch eine Reihe Spezialwissenschaftler an Bord, die Apparate aller Art für die Tiefseeforschung dabei hatten: chemische, physikalische und biologische Laboratorien sowie Photographenkammern waren vorhanden. Wyville Thomsons Assistent John Murray veröffentlichte die Ergebnisse der Expedition bis zum Jahre 1896 in 50 Bänden. Damit wurde die Wissenschaft der Ozeanographie begründet.

## Wissenschaftliche Untersuchungen

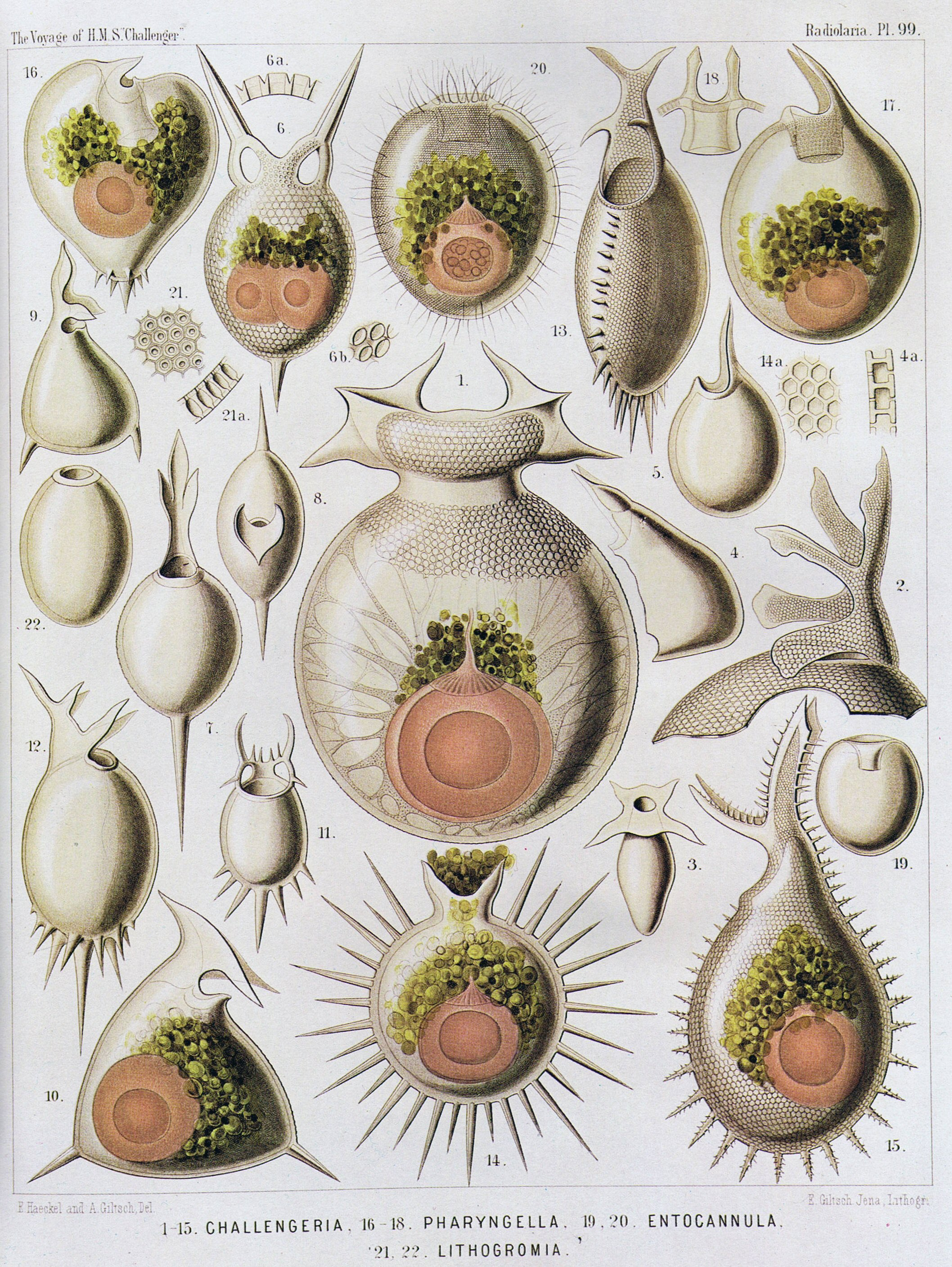
Arten-Tafel von Ernst Haeckel mit Radiolarien der Challenger-Expedition

Neben hydrographischen Forschungen wurden meteorologische, magnetische, geologische, zoologische und botanische Untersuchungen angestellt. Auch die Vermessung des Küstenverlaufs und der Position einiger wenig bekannter Inseln war Aufgabe der Expedition.
Die bei der Expedition gesammelten Daten und Proben zu verarbeiten dauerte Jahrzehnte. Das Material wurde an zahlreiche auch internationale Experten geschickt, die wiederum als Dank ein Exemplar der Ergebnisse erhielten. 4717 neue Arten Meeresorganismen wurden entdeckt. Dem deutschen Meeresbiologen Ernst Haeckel wurden die Radiolarien überlassen, von denen er 3500 neue Arten beschrieb.
Die Forscher der Expedition lösten das Rätsel um die Substanz Bathybius, die zuvor als urtümliches Lebewesen beschrieben wurde, es stellte sich heraus, dass es sich um kolloidal ausgefälltes Kalziumsulfat handelte.

## Reiseweg
Über den Golf von Biscaya lief die Challenger die Straße von Gibraltar an, segelte über Madeira und Teneriffa über den Atlantik in die Karibik. Dort lief man Saint Thomas an. Um den Golfstrom zu untersuchen, wandte man sich dann nach Bermuda, von hier aus zu den Azoren, Kap Verde, St. Paul und nach Bahia.
Von dort aus ging es über den Südatlantik nach Tristan da Cunha und zum Kap der Guten Hoffnung. Dort lief die Challenger am 17. Dezember 1873 vorbei zu den Prinz-Edward-, Crozet-, Kerguelen- und McDonaldinseln in die antarktische Polarregion bis auf 66°40' südliche Breite und in 78° östliche Länge. Man hielt hier nach der Terra australis incognita Ausschau, konnte jedoch kein Land entdecken.
Man steuerte wieder nordwärts und gelangte am 17. März 1874 nach Melbourne, ging später nach Sydney, Neuseeland, Fidschi zur Torres-Straße, die Südküste von Neuguinea und die Molukken. Anschließend lief man die Philippinen an, ging von dort wieder an die Nordküste Neuguineas zu den Admiralitätsinseln und kam am 11. April 1875 in Yokohama (Japan) an. Über die Sandwichinseln, Tahiti und den Juan-Fernández-Archipel begann die Rückreise, auf der über Valparaíso und die Magellanstraße die Falklandinseln angelaufen wurden. Über Montevideo, die Kapverdischen Inseln und Vigo gelangte die Challenger am 24. Mai 1876 mit reicher Ausbeute an wissenschaftlichem Material nach Portsmouth zurück.
Insgesamt erstreckte sich die Fahrt auf 68.890 Seemeilen. Man nahm während der Reise 374 Tiefseelotungen, 255 Tiefseetemperaturmessungen und 240 Schleppnetzzüge vor.